# Pavlos Kunduriotis
Pavlos Kunturiotis (en grec: Παύλος Κουντουριώτης) (9 d'abril de 1855-22 d'agost de 1935) era un almirall i polític grec. Va ser 2 vegades president de Grècia, entre 1924 i 1926 (primer mandat) i entre 1926 i 1929 (segon mandat). Va ser obligat a retirar-se de la vida política el 1929 per problemes de salut.
Va néixer a l'illa d'Hidra. Pertanyia a la família Hidra Kunduriotis. El seu avi Georgios Kunduriotis, va ser un heroi de la guerra d'independència grega i Primer ministre d'Otó I de Grècia.
Va entrar a la marina el 1875, presumiblement en el grau d'alferes. Va ser un heroi de les Guerres dels Balcans. Va ser ascendit a Contraalmirall el 1912, a l'esclat de la Primera Guerra Balcànica, amb el seu vaixell insígnia, el Averof Georgios, va portar a la Marina grega a grans victòries contra la flota turca el desembre de 1912 (Batalla de Elli) i el gener de 1913 (Batalla de Lemnos), amb el consequent alliberament de les illes de l'Egeu. Les seves victòries, són degudes en gran part a la seva tàctica audaç, que li va valer l'estatus d'heroi nacional.
El 1916, es va convertir en un ministre en el govern de Stephanos Skouloudis, però, en desacord amb els sentiments pro-alemanys del rei Constantí I de Grècia, se li va assignar el Ministeri d'Afers Navals, quan el rei Alexandre I de Grècia, va morir el 1920, es va convertir en regent de Grècia fins a les eleccions que van tenir lloc al novembre de 1920 i van portar de tornada a Grècia el rei Constantí.
Al març de 1924, després que el rei Jordi II de Grècia va ser deposat, va ser triat com el primer President de la Segona República Hel·lènica, però va renunciar al càrrec el març de 1926, en oposició a la dictadura del general Pangalos. Va ser reelegit president l'agost de 1926, però a causa de les greus complicacions de salut, va renunciar tres anys després, el 1929.
Va morir el 1935. Durant la Segona Guerra Mundial una fragata i un destructor van portar el seu nom.